# Saif Saaeed Shaheen
Saif Saaeed Shaheen (in arabo سيف سعيد شاهين‎?, nato Stephen Cherono; Keiyo, 15 ottobre 1982) è un siepista e mezzofondista keniota naturalizzato qatariota.
Ha ottenuto la cittadinanza del Qatar nel 2003.

## Biografia
È l'ex-detentore del record mondiale dei 3.000 siepi con il tempo di 7'53"63 stabilito il 3 settembre 2004 a Bruxelles. Nel suo palmarès può vantare due titoli mondiali, ottenuti nel 2003 e nel 2005. Suo fratello maggiore Abraham Cherono è a sua volta stato un siepista di livello mondiale.

## Record nazionali

### Seniores
Record nazionali qatarioti
- 5.000 metri piani: 12'48"81 ( Ostrava, 12 giugno 2003)
- 3.000 metri siepi: 7'53"63 ( Bruxelles, 3 settembre 2004)
- 3.000 metri piani indoor: 7'39"77 ( Pattaya, 11 febbraio 2006)

## Palmarès
| Anno                        | Manifestazione          | Sede          | Evento       | Risultato | Prestazione | Note |
| --------------------------- | ----------------------- | ------------- | ------------ | --------- | ----------- | ---- |
| In rappresentanza del Kenya |                         |               |              |           |             |      |
| 1999                        | Mondiali allievi        | Bydgoszcz     | 2000 m siepi | Oro       | 5'31"89     |      |
| 2002                        | Giochi del Commonwealth | Manchester    | 3000 m siepi | Oro       | 8'19"41     |      |
| 2002                        | Campionati africani     | Tunisi        | 3000 m siepi | Bronzo    | 8'23"85     |      |
| In rappresentanza del Qatar |                         |               |              |           |             |      |
| 2003                        | Mondiali                | Parigi        | 3000 m siepi | Oro       | 8'04"39     |      |
| 2004                        | Mondiali di campestre   | Bruxelles     | Breve (sr)   | 5º        | 11'44       |      |
| 2005                        | Mondiali di campestre   | Saint-Galmier | Breve (sr)   | 4º        | 11'42       |      |
| 2005                        | Mondiali di campestre   | Saint-Galmier | Lunga (sr)   | 8º        | 35'53       |      |
| 2005                        | Mondiali                | Helsinki      | 3000 m siepi | Oro       | 8'13"31     |      |
| 2006                        | Mondiali di campestre   | Fukuoka       | Breve (sr)   | 9º        | 11'08       |      |
| 2006                        | Mondiali indoor         | Mosca         | 3000 m piani | Argento   | 7'41"28     |      |
| 2009                        | Mondiali di campestre   | Amman         | Seniores     | 13º       | 35'28       |      |
| 2009                        | Mondiali                | Berlino       | 5000 m piani | Batteria  | 13'26"35    |      |

## Altre competizioni internazionali
2001
- Bronzo alle IAAF Grand Prix Final ( Melbourne), 3.000 siepi - 8'18"85
- Bronzo al Memorial Van Damme ( Bruxelles), 3000 m siepi - 7'58"66

2003
- Oro alle IAAF World Athletics Final ( Monaco), 3.000 siepi - 7'57"38

2004
- Oro alle IAAF World Athletics Final ( Monaco), 3.000 siepi - 7'56"94

2006
- Oro in Coppa del mondo ( Atene), 5.000 metri - 13'35"30
- Oro in Coppa del mondo ( Atene), 3.000 siepi - 8'19"09

2009
- Oro alla Cinque Mulini ( San Vittore Olona)

2010
- Argento alla Great South Run ( Portsmouth), 10 miglia - 46'37"